# Структуровані реактивні матеріали
Структуровані реактивні матеріали (англ. structural reactive materials, SRM) — енергетичні матеріали для виготовлення нечутливих боєприпасів з керованою фрагментацією.
Їхньою розробкою займаються, наприклад, фахівці Канади та США (Управління військово-морських досліджень).

## Особливості технологій
Структуровані реактивні матеріали (SRM) є новим класом енергетичних матеріалів, які досліджуються як засіб для збільшення летальності боєвих частин боєприпасів з прямим ударом або фрагментацією. Ці матеріали аналогічні нечутливим вибуховим речовинам, але зазвичай являють собою термітоподібні піротехнічні композиції з двох або більше невибухових твердих матеріалів, які залишаються інертними і не реагують один з одним до тих пір, поки не будуть піддані досить сильному механічному, електричному або лазерному стимулу. Після такого впливу вони піддаються швидкому горінню або вибуху з виходом великої кількості хімічної енергії на додаток до своєї кінетичної енергії. Фрагменти або снаряди, виготовлені з таких матеріалів, мають більшу пошкоджуючу дію, ніж інертні, з очікуваним збільшенням летальної дії до 500 %.
Досліджувані класи матеріалу — терміти, інтерметалічні сполуки, металополімерні суміші (наприклад, магній/тефлон/вітон), метастабільні міжмолекулярні композити (МІК), матеріали-матриці та гідриди. Ці матеріали повинні бути достатньо міцними, щоб виступати в якості структурних компонентів, бути достатньо стабільними, щоб витримати обробку і запуск, проникнути в мішень, і досить нестійкі, щоб надійно запалюватися при ударі.
Досліджувані суміші також включають один або кілька тонкоподрібнених (до наночастинок) металоїдів або металів, таких як алюміній, магній, цирконій, титан, вольфрам, тантал, уран або гафній, з одним або більше окислювачами, наприклад тефлоном або іншим фторполімером, пресовані або спечені (скріплені) іншим методом до компактної, високощільної маси. Для досягнення відповідної швидкості реакції і нечутливості до удару, тертя та електростатичного розряду частинки суміші SRM мають розміри, як правило, між 1-250 мкм. Стандартною композицією є алюміній-тефлон (Al-PTFE).
Іншим класом SRM є метали, які можуть утворювати інтерметалічні сполуки шляхом екзотермічної реакції. Прикладом є ламінат з тонких шарів алюмінію і нікелю, комерційно доступний як NanoFoil.

## Інтернет-ресурси
- Popular Mechanics: Better Bombs: Scientists develop metal that explodes on impact
- SpaceRef: Better warheads through plastic
- Wired: In Next-Gen Bullets and Bombs, Even the Casing Explodes